# 波特率
在电子通訊领域，鮑（Baud）即调制速率，指的是有效數據訊号調制載波的速率，即单位时间内载波调制状态变化的次数。它是对符号传输速率的一种度量，1鮑即指每秒传输1个符号，而透過不同的调制方式，可以在一个码元符号上负载多個bit位訊號。「鮑」（Baud）本身已是速率，所以不需要寫成 Baud Rate（Rate 是贅字）。單位「鮑」本身就已經是代表每秒的調制數，以“鮑每秒”（Baud per second）为单位是一種常見的錯誤，但是在一般中文口語化的溝通上還是常以「鮑率」來描述「鮑」（Baud）。
鮑（Baud，單位符號：Bd）這一單位是以法國電訊工程師埃米尔·博多（1845-1903）的姓氏來命名的，他是電傳與博多式電報機的發明人，數位通訊的先驅之一。

## 鮑率計算
鮑率有时候会與比特率混淆，实际上后者是对信息传输速率（传信率）的度量。波特率可以被理解为单位时间内传输符号的个数（传符号率），通过不同的调制方法可以在一个符号上负载多个比特信息。因此信息传输速率即比特率在数值上和波特率有这样的关系：
{\displaystyle I=S\cdot \log _{2}{N}}
其中I 为传信率，S 为波特率，N 为每个符号负载的信息量，而{\displaystyle \log _{2}{N}}以比特为单位。因此只有在每个符号只代表一个比特信息的情况、或一些簡單的調制方式下，例如基頻二进制信号、或Bell 103或CCITT V.21（左列兩種均為FSK）調制方式等，波特率与比特率才在数值上相等，但是它们的意义并不相同。

## 範例

### 以RS232為例
典型的「鮑率」是300, 1200, 2400, 9600, 19200, 38400, 115200等，假設目前「鮑率」為 9600， 則此RS232的位元率計算為
{\displaystyle I=S\cdot \log _{2}{N}=9600\cdot \log _{2}{2}=9600{\text{ bit/s}}}
常有人把RS232之N 誤以為是每個「符號」（symbol）所夾帶的訊息量為{\displaystyle 2^{8}}，但實際上每一個「位元」（bit）即為一個「符號」（symbol）

### 以正交幅度調制為例
以正交幅度調制（QAM）為例，常見的QAM形式有16-QAM、64-QAM、256-QAM等，假設目前QAM為16-QAM且鮑率為 1000，則此QAM的位元率計算為
{\displaystyle I=S\cdot \log _{2}{N}=1000\cdot \log _{2}{16}=4000{\text{ bit/s}}}